# ブジェスコ
ブジェスコ（Brzesko ([ˈbʐɛskɔ] ( 音声ファイル); イディッシュ語: בריגעל, Brigel)）は、南ポーランドマウォポルスカ県にある町。タルヌフの西約25km、県都であるクラクフの東約50kmに位置する。1999年の地方行政区画再編の結果、ブジェスコ郡の郡都となった。それまではタルヌフ県に属していた。
2008年の調査で16,827人の人口がある。1385年にこの町が発見されて以来、複数の所有権に陥ってきた。オコチム・ビールで有名なオコチムはこの町のすぐ近く（3km）にある。

## ギャラリー

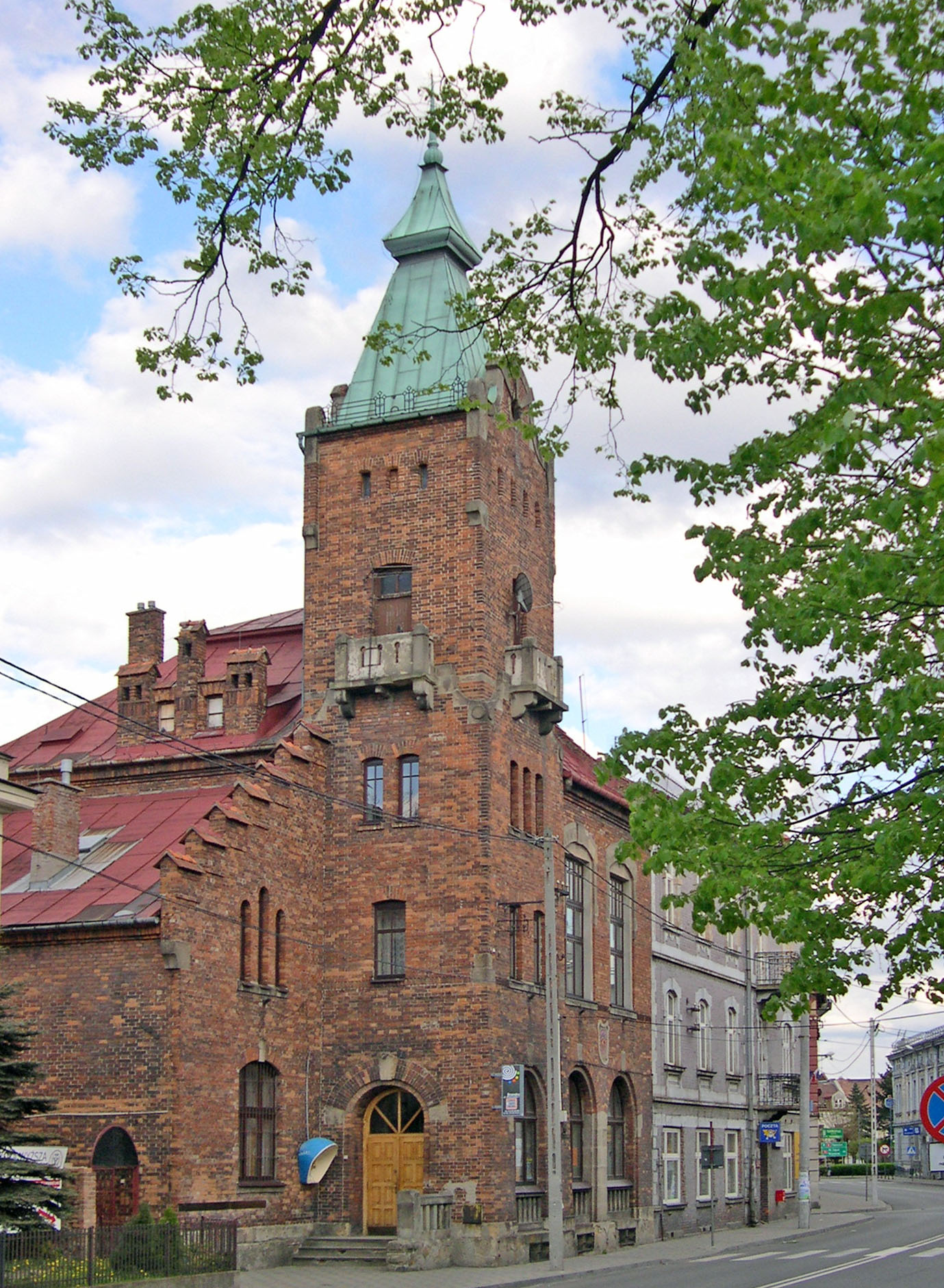
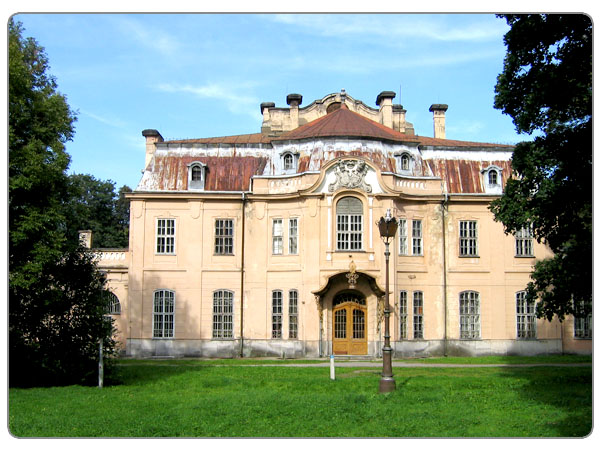
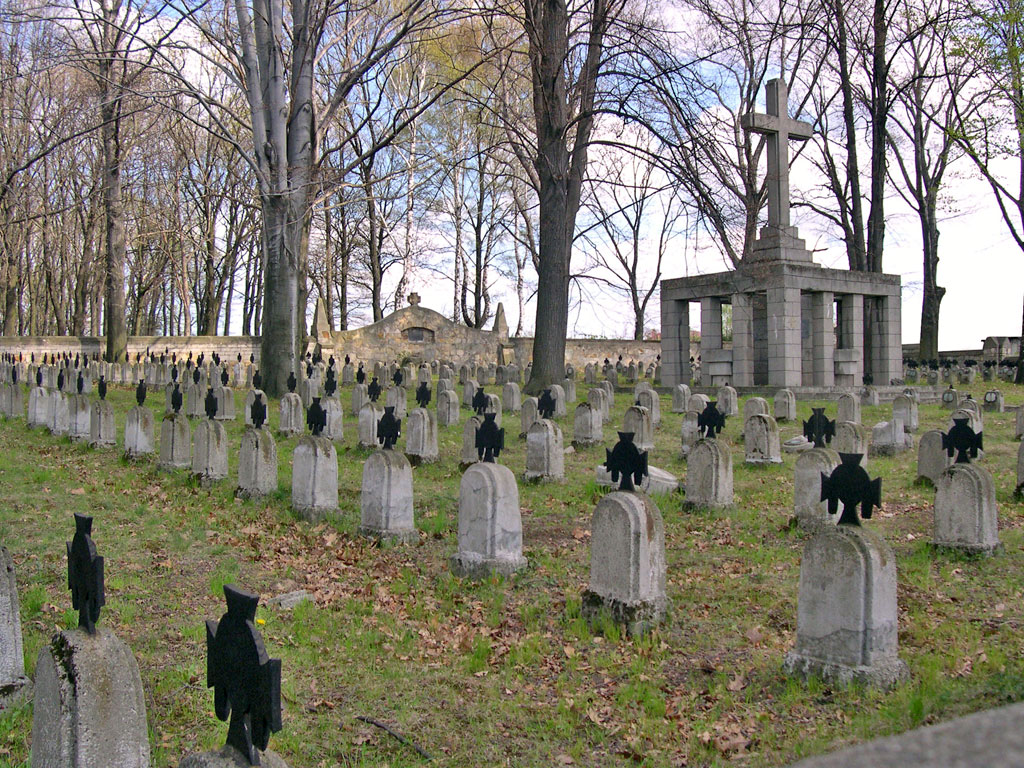
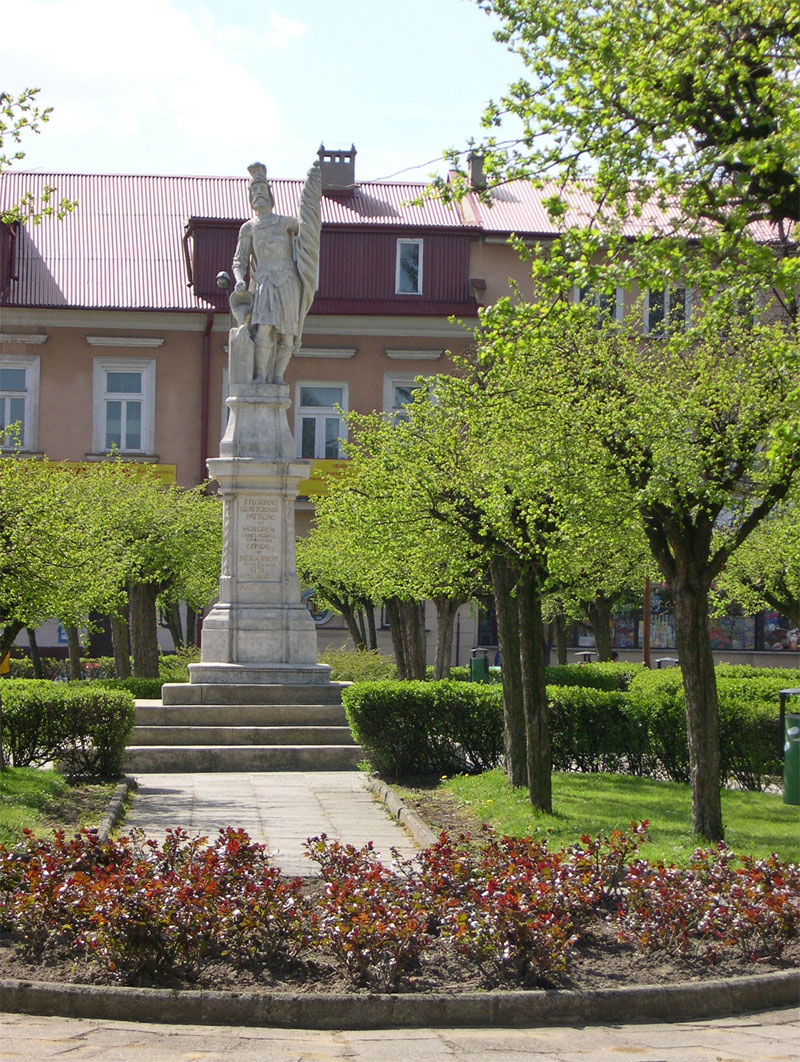
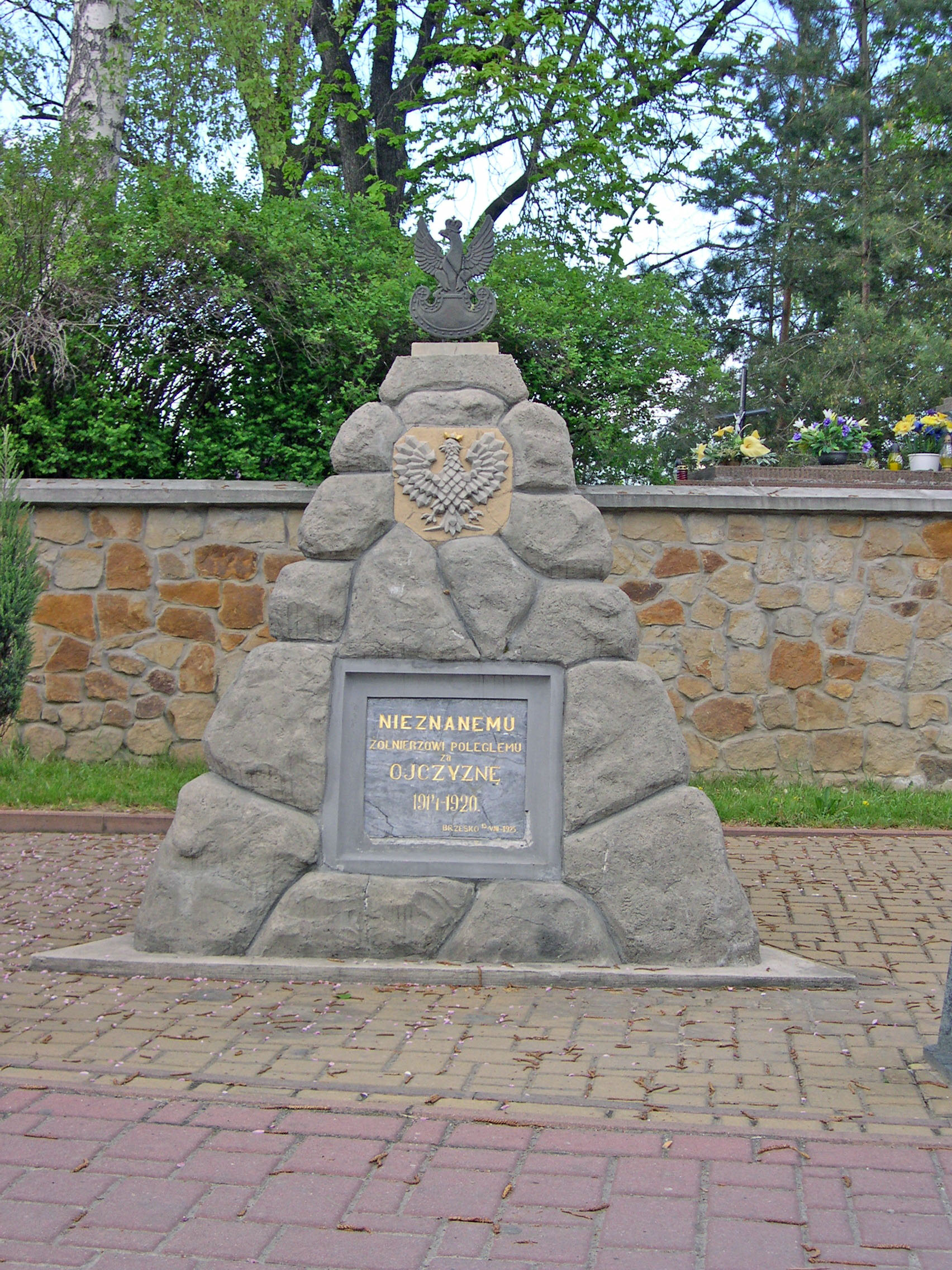

## スポーツ
オコチムスキKSブジェスコ